# Guillaume de Casenove
Guillaume de Casenove (ou de Caseneuve) est un corsaire français du XVe siècle.

## Biographie
Vice-amiral de Normandie au service de Louis XI, surnommé Coulon ou Colon par les Espagnols, il participe à des razzias sur les côtes de l'Espagne et du Portugal. 
Il est à l'origine par son surnom de Colon d'une méprise historique qui a fait écrire que Christophe Colomb avait été dans sa jeunesse au service de la France. 
Par son mariage avec Guillemette le Sec, Dame de Gaillardbois et Noyon-sur-Andelle, il devint le seigneur de ces lieux, aujourd'hui Gaillardbois-Cressenville et Charleval, communes de l'Eure dans le Vexin normand.

## Vie maritale
Il eut de sa femme un fils Jean, lequel épousa Jeanne de Montmorency-Laval. Ces derniers eurent une fille Marguerite dont le mari fut Nicolas Odoard, entre autres seigneur du Hazey (domaine actuel sur la commune de Sainte-Barbe-sur-Gaillon (Eure).